# 1955年のスポーツ

## できごと
- 2月2日 - スポーツ振興会議のスポーツ憲章委員会、スポーツマン綱領決定
- 2月21日 - 「西日本スポーツ」創刊
- 2月26日 - 「サンケイスポーツ」創刊
- 4月12日 - 阪神タイガースの藤村富美男、史上初の200号本塁打達成
- 4月21日～5月7日 - IOC会長、ブランデージ来日、同氏にオリンピック東京招致を懇請
- 5月24日 - 昭和天皇、蔵前国技館で初めて大相撲を観覧
- 7月 - 全国中学校体育連盟発足
- 7月1日 - 第1回都市対抗サッカー開催
- 7月7日 - 東富士、プロレスラーに正式に転向
- 8月28日 - 全米テニスの男子ダブルスで、加茂公成・宮城淳組が日本人初の優勝
- 9月4日 - 高橋ユニオンズのビクトル・スタルヒン、日本初の300勝達成
- 10月10日 - 東京都議会、第18回夏季オリンピックを東京に招致することを決定
- 10月12日 - 国鉄スワローズの金田正一、1シーズン340奪三振の新記録達成

## 総合競技大会
- 第3回国際ろう者冬季競技大会（西ドイツ・オーバーアマガウ・2月10日～13日）
- 第3回学生スポーツ週間冬季大会（ユーゴスラビア・ヤホリナ・4月1日～7日）
- 第4回国際学生スポーツ週間（スペイン・サンセバスティアン・8月7日～14日）
- 第10回神奈川国体（冬季スケート - 長野県・1月27日～30日、冬季スキー - 北海道・3月3日～7日、夏季 - 神奈川県・9月22日～26日、秋季 - 神奈川県・10月30日～11月3日）
天皇杯順位：優勝 東京都、第2位 神奈川県、第3位 大阪府
皇后杯順位：優勝 東京都、第2位 大阪府、第3位 北海道

## アイスホッケー
- スタンレーカップ決勝（1954-1955シーズン）
デトロイト・レッドウィングス （4勝3敗） モントリオール・カナディアンズ

## アメリカンフットボール
- NFLチャンピオンシップゲーム
クリーブランド・ブラウンズ（東） 28-14 ロサンゼルス・ラムズ（西）

## 大相撲
- 初場所（蔵前国技館・1月9日～23日）
幕内最高優勝 : 千代の山雅信（12勝3敗,4回目）
十両優勝 : 星甲昌男（11勝4敗）
- 春場所（大阪府立体育館・3月6日～20日）
幕内最高優勝 : 千代の山雅信（13勝2敗,5回目）
十両優勝 : 栃光正之（15戦全勝）
- 夏場所（蔵前国技館・5月15日～29日）
幕内最高優勝 : 栃錦清隆（14勝1敗,5回目）
十両優勝 : 平鹿川泰二（12勝3敗）
- 秋場所（蔵前国技館・9月18日～10月2日）
幕内最高優勝 : 鏡里喜代治(14勝1敗,2回目）
十両優勝 : 神生山清（13勝2敗）

## ゴルフ

### 世界4大大会（男子）
- マスターズ優勝者：ケリー・ミドルコフ（アメリカ）
- 全米オープン優勝者：ジャック・フレック（アメリカ）
- 全英オープン優勝者：ピーター・トムソン（オーストラリア）
- 全米プロゴルフ優勝者：ダグ・フォード（アメリカ）

## サッカー
- 第35回天皇杯全日本サッカー選手権大会（5月1日～4日）
決勝：全関学 4-3 中大クラブ

## 自転車競技

### ロードレース
- 第38回ジロ・デ・イタリア
総合優勝：フィオレンツォ・マーニ（イタリア）
- 第42回ツール・ド・フランス
総合優勝：ルイゾン・ボベ（フランス）

## テニス

### グランドスラム
- 全豪選手権　男子単優勝：ケン・ローズウォール（オーストラリア）、女子単優勝：ベリル・ペンローズ（オーストラリア）
- 全仏選手権　男子単優勝：トニー・トラバート（アメリカ）、女子単優勝：アンジェラ・モーティマー（イギリス）
- ウィンブルドン　男子単優勝：トニー・トラバート（アメリカ）、女子単優勝：ルイーズ・ブラフ（アメリカ）
- 全米選手権　男子単優勝：トニー・トラバート（アメリカ）、女子単優勝：ドリス・ハート（アメリカ）

全米選手権の男子ダブルスで、日本ペアの加茂公成＆宮城淳組が優勝した。

## バスケットボール
- NBAファイナル（1954-1955シーズン）
シラキューズ・ナショナルズ （4勝3敗） フォートウェイン・ピストンズ

## 誕生
- 1月1日 - ラマー・ホイト（アメリカ、野球）
- 1月2日 - 佐藤直子（東京都、テニス）
- 1月21日 - ピーター・フレミング（アメリカ、テニス）
- 1月31日 - バージニア・ルジッチ（ルーマニア、テニス）
- 2月10日 - グレグ・ノーマン（オーストラリア、ゴルフ）
- 2月22日 - 河内洋（大阪府、競馬）
- 2月23日 - 斉藤明夫（京都府、野球）
- 2月24日 - アラン・プロスト（フランス、レーシングドライバー）
- 3月9日 - 横山樹理（福岡県、バレーボール）
- 3月13日 - ブルーノ・コンティ（イタリア、サッカー）
- 3月16日 - 渡辺二郎（岡山県、ボクシング）
- 3月18日 - 田中幹保（兵庫県、バレーボール）
- 3月21日 - フィリップ・トルシエ（フランス、サッカー）
- 3月23日 - モーゼス・マローン（アメリカ、バスケットボール）
- 3月30日 - 三原正（群馬県、ボクシング）
- 4月7日 - 西野朗（埼玉県、サッカー）
- 4月13日 - 森口祐子（富山県、ゴルフ）
- 4月16日 - ブルース・ボウチー（フランス、野球）
- 4月19日 - 遠藤一彦（福島県、野球）
- 4月21日 - トニーニョ・セレーゾ（ブラジル、サッカー）
- 5月9日 - 掛布雅之（千葉県、野球）
- 5月9日 - 藤田学（愛媛県、野球）
- 5月14日 - レオン・ホワイト（アメリカ、プロレス）
- 5月14日 - デニス・マルティネス（ニカラグア、野球）
- 5月16日 - オルガ・コルブト（ソビエト連邦、体操）
- 5月25日 - 江川卓（福島県、野球）
- 6月1日 - 千代の富士貢（北海道、相撲）
- 6月3日 - 佐野稔（山梨県、フィギュアスケート）
- 6月7日 - 村本善之（北海道、競馬）
- 6月20日 - 平野謙（愛知県、野球）
- 6月21日 - ミシェル・プラティニ（フランス、サッカー）
- 6月26日 - 具志堅用高（沖縄県、ボクシング）
- 7月7日 - レン・バーカー（アメリカ、野球）
- 7月9日 - ウィリー・ウィルソン（アメリカ、野球）
- 7月13日 - 達川光男（広島県、野球）
- 7月20日 - トーマス・ヌコノ（カメルーン、サッカー）
- 7月21日 - マルセロ・ビエルサ（アルゼンチン、サッカー）
- 7月26日 - デビッド・イシイ（アメリカ、ゴルフ）
- 8月9日 - ダグ・ウィリアムス（アメリカ、アメリカンフットボール）
- 8月9日 - 内田正人（埼玉県、アメリカンフットボール）
- 8月13日 - 袴田英利（静岡県、野球）
- 8月13日 - ベッツィ・キング（アメリカ、ゴルフ）
- 8月30日 - 大野豊（島根県、野球）
- 8月31日 - エドウィン・モーゼス（アメリカ、陸上競技）
- 9月2日 - 山倉和博（愛知県、野球）
- 9月9日 - 倉本昌弘（広島県、ゴルフ）
- 9月16日 - ロビン・ヨーント（アメリカ、野球）
- 9月25日 - カール＝ハインツ・ルンメニゲ（ドイツ、サッカー）
- 10月20日 - アーロン・プライヤー（アメリカ、ボクシング）
- 11月14日 - 中野浩一（福岡県、競輪）
- 11月14日 - 早野宏史（神奈川県、サッカー）
- 12月9日 - 朝潮太郎（高知県、相撲）
- 12月31日 - ジム・トレーシー（アメリカ、野球）

## 死去
- 1月21日 - アーチー・ハーン（アメリカ、陸上競技、*1880年）
- 1月22日 - ジョニー・ミューレ（フィンランド、陸上競技、*1892年）
- 2月28日 - ジョシア・リッチー（イギリス、テニス、*1870年）
- 3月9日 - マシュー・ヘンソン（アメリカ、探検家、*1866年）
- 5月26日 - アルベルト・アスカーリ（イタリア、レーシングドライバー、*1918年）
- 9月23日 - マーサ・レノリウス（アメリカ、水泳、*1908年）
- 10月7日 - ロドルフ・ジルドライヤー（ベルギー、サッカー、*1876年）
- 11月4日 - サイ・ヤング（アメリカ、野球、*1867年）
- 11月12日 - アルフレッド・ハヨシュ（ハンガリー、水泳、*1878年）
- 12月6日 - ホーナス・ワグナー（アメリカ、野球、*1874年）